# Horní Planá zastávka
Horní Planá zastávka – przystanek kolejowy w miejscowości Horní Planá, w kraju południowoczeskim, w Czechach. Położony jest na linii kolejowej Czeskie Budziejowice – Černý Kříž. Znajduje się na wysokości 740 m n.p.m.. Położony jest w części rekreacyjnej miejscowości, nad Zbiornikiem Lipnowskim.
Na przystanku nie ma możliwości zakupu biletów, a obsługa podróżnych odbywa się w pociągu.

## Linie kolejowe
- 194 České Budějovice - Černý Kříž